# Reclaim the Streets

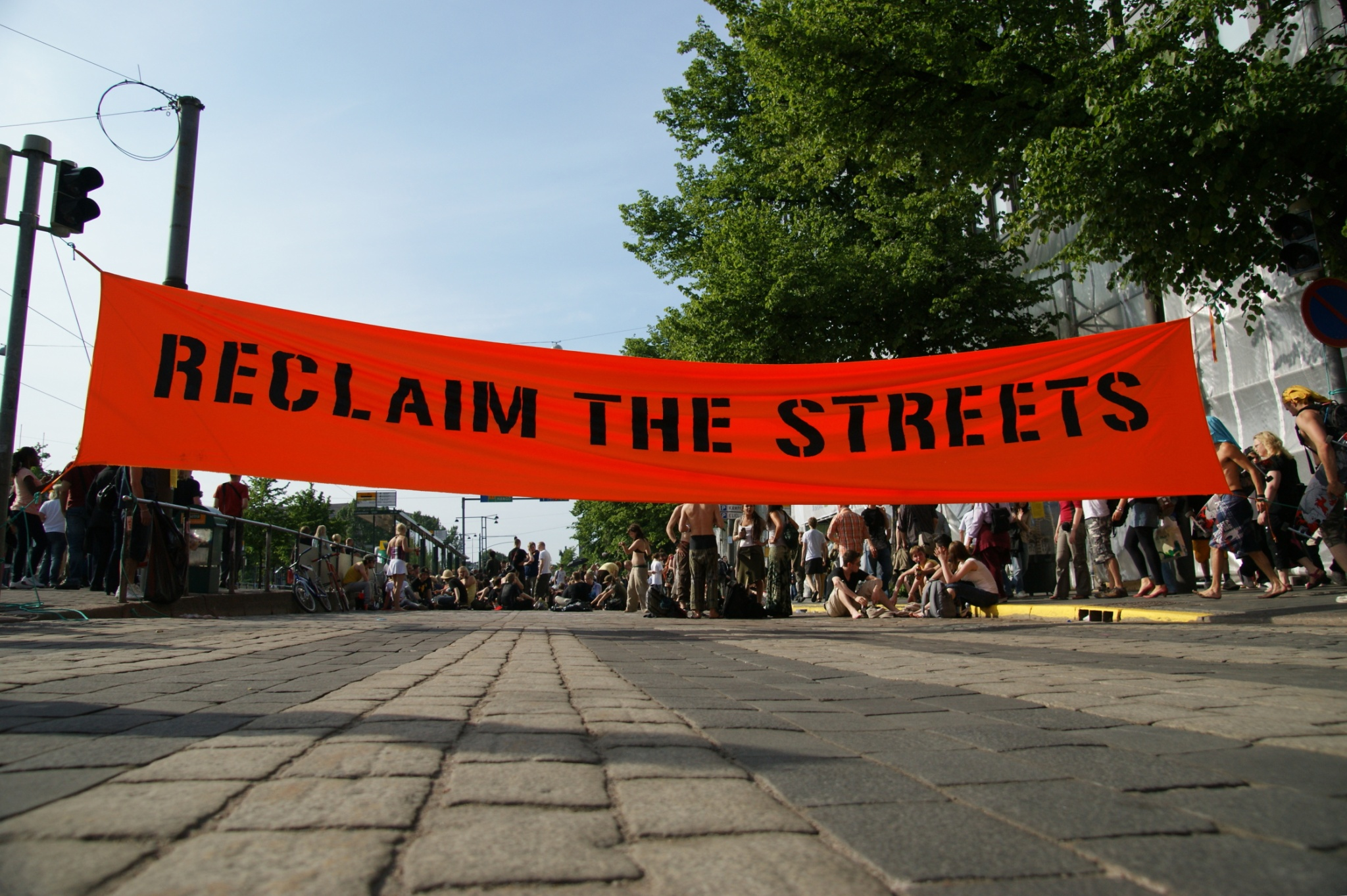
Attivisti di Reclaim the Streets in Finlandia, 2009

Reclaim the Streets (RTS), in italiano riprendiamoci le strade, è un collettivo di attivisti che sostengono l'idea che gli spazi pubblici siano di proprietà collettiva. Gli aderenti al collettivo mettono in atto un movimento di opposizione nei confronti dell'utilizzo dell'automobile come mezzo di trasporto che soverchia gli altri mezzi e, più in generale, nei confronti del dominio delle multinazionali nel processo di globalizzazione.

## Storia di RTS
RTS si è sviluppato a Londra negli anni settanta.
Caratteristica delle azioni del collettivo è quella di voler essere una "festa creativa", una sorta di carnevale di protesta.
Nel saggio No logo di Naomi Klein il concetto di RTS viene descritto dettagliatamente.

### Azioni
Il 18 giugno 1999, la sera prima del G7 di Colonia, il collettivo ha organizzato una manifestazione con più di 10.000 partecipanti che bloccavano banche e ponti nel centro della città.